# 莫特倫基 (克拉西利夫區)
49°38′21″N 27°6′38″E / 49.63917°N 27.11056°E
莫特倫基（烏克蘭語：Мотрунки）是位於烏克蘭西部的村莊，由赫梅利尼茨基州裡赫梅利尼茨基區的什奇博里夫卡市鎮負責管轄。該村面積1.6平方公里，海拔高度350米，2001年人口380，人口密度每平方公里235.5人。